# L&YR Bogie Composite 67
Die gemischtklassigen Abteilwagen mit Drehgestellen (im Englischen mit Bogie Composite bezeichnet) nach Musterblatt 67 der britischen Lancashire and Yorkshire Railway (L&YR) wurden ab 1904 gebaut.

## Geschichte
Zwischen 1904 und 1909 entstanden in den bahneigenen Werkstätten der L&YR in Newton Heath insgesamt 23 Abteilwagen der 1. und 3. Klasse mit zweiachsigen Drehgestellen, die speziell für den Einsatz in Zügen auf der Strecke von Manchester über Oldham nach Rochdale gebaut wurden.
Die Abteilwagen mit Seitentüren ohne Seitengang hatten je vier Abteile der 1. Klasse in der Wagenmitte und an jedem Ende zwei Abteile der 3. Klasse.
Mit der Übernahme der L&YR durch die London and North Western Railway (LNWR) 1922 gingen alle Wagen an die LNWR über. Ein Jahr später beim Inkrafttreten des Railways Act 1921 und dem damit verbundenen Zusammenschluss mehrerer Eisenbahngesellschaften zur London, Midland and Scottish Railway (LMS) wurden alle Wagen von der neuen Gesellschaft übernommen. Ab 1935 wurden die ersten Wagen ausrangiert. Neun Exemplare kamen 1948 noch zu British Railways, wo die letzten 1953 ausgemustert wurden.

## Liste
| Baujahr | Anzahl | L&YR-Nummern            | LMS-Nummern ab 1923               | LMS-Nummern ab 1933       |
| ------- | ------ | ----------------------- | --------------------------------- | ------------------------- |
| 1904    | 7      | 903–909                 | 11438–11444                       | 16929, 17653–17657, 17662 |
| 1905    | 3      | 248, 259, 367           | 10991, 10999, 11025               | 17659–17661               |
| 1906    | 1      | 642                     | 11182                             | 17663                     |
| 1907    | 5      | 530, 644–647            | 11115, 11183–11186                | 17664, 17681, 17690–17692 |
| 1908    | 5      | 521, 540, 549, 555, 556 | 11106, 11124, 11127, 11130, 11131 | 17737–17741               |
| 1909    | 2      | 210–211                 | 10963–10964                       | 17764–17765               |

## Lackierung und Beschriftung
Die Wagenkästen waren, wie bei allen Personenwagen der L&YR seit 1883, in einem sehr dunklen lilabraun (im Englischen mit dark purple brown bezeichnet) und einem zimtfarbenen Fensterband lackiert und hatten goldgelbe Zierlinien und Beschriftungen. Die Stirnseiten waren komplett lilabraun und die Dächer waren in einem sehr hellen grau, das offiziell als „weiß“ bezeichnet wurde, gestrichen. Fahrgestelle und alle anderen Metallteile wurden schwarz lackiert.